# Francken (famiglia)
Francken fu una famiglia di artisti fiamminghi. Il capostipite Nicolaas Francken era un pittore, la cui famiglia era probabilmente originaria di Herentals, presso Anversa.
Nicolaas ebbe almeno tre figli: Hieronymus, il maggiore, pittore di soggetti religiosi, di genere e ritratti, che lavorò sia in Francia che in Italia e nel cui stile si amalgamano influssi italiani, francesi e della natia Anversa, Frans, pittore di soggetti religiosi, storici e quadri per studiolo, che ebbe tre figli anch'essi pittori, Ambrosius, pittore di grandi composizioni, che operò anche in Francia.
L'esponente più celebre ed importante di questa famiglia fu Frans Francken II, figlio di Frans Francken I, pittore eclettico, che eccelse nei generi più disparati, specializzandosi in quadri di piccole e medie dimensioni, che soleva arricchire con molte figure di ispirazione religiosa, storica e mitologica. Ebbe 5 fratelli: Thomas, pittore, Hieronymus, specializzato in quadri per studiolo, Ambrosius, pittore di soggetti religiosi, Magdalena ed Elisabeth, probabilmente anch'essa pittrice nell'atelier di famiglia.
Nella terza generazione della famiglia si dedicarono all'arte della pittura due figli di Frans Francken II: Frans Francken III, pittore di soggetti di genere, ritratti, nature morte, in particolare floreali, architetture, quadri per studiolo e Hieronymus Francken III, che dipingeva soggetti religiosi, ritratti, nature morte, architetture, quadri per studiolo. Quest'ultimo ebbe un figlio, Constantijn, pittore di paesaggi, in particolare urbani, di battaglie e ritratti.

## Albero genealogico

### Capostipite
|                           |                           |                           |                           |                           |                           |  |  |                         |                         |                                   |                                   |                                   |                                   |                                   |                                   |                          |                          | ?                        | ?                        | ?                        | ?                        | ? | ? |                              |                              |                              |                              |                              |                              | Nicolaas Francken (?-1596) | Nicolaas Francken (?-1596) | Nicolaas Francken (?-1596) | Nicolaas Francken (?-1596) | Nicolaas Francken (?-1596) | Nicolaas Francken (?-1596) |                                  |                                  |                                  |                                  |                                  |                                  |  |  | Cornelis Francken (?) (1545-?)  | Cornelis Francken (?) (1545-?)  | Cornelis Francken (?) (1545-?)  | Cornelis Francken (?) (1545-?)  | Cornelis Francken (?) (1545-?)  | Cornelis Francken (?) (1545-?)  |                            |                            |                            |                            |                            |                            |                                 |                                 |                                 |                                 |                                 |                                 |  |  |  |  |  |  |  |  |  |  |  |  |
|                           |                           |                           |                           |                           |                           |  |  |                         |                         |                                   |                                   |                                   |                                   |                                   |                                   |                          |                          | ?                        | ?                        | ?                        | ?                        | ? | ? |                              |                              |                              |                              |                              |                              | Nicolaas Francken (?-1596) | Nicolaas Francken (?-1596) | Nicolaas Francken (?-1596) | Nicolaas Francken (?-1596) | Nicolaas Francken (?-1596) | Nicolaas Francken (?-1596) |                                  |                                  |                                  |                                  |                                  |                                  |  |  | Cornelis Francken (?) (1545-?)  | Cornelis Francken (?) (1545-?)  | Cornelis Francken (?) (1545-?)  | Cornelis Francken (?) (1545-?)  | Cornelis Francken (?) (1545-?)  | Cornelis Francken (?) (1545-?)  |                            |                            |                            |                            |                            |                            |                                 |                                 |                                 |                                 |                                 |                                 |  |  |  |  |  |  |  |  |  |  |  |  |
|                           |                           |                           |                           |                           |                           |  |  |                         |                         |                                   |                                   |                                   |                                   |                                   |                                   |                          |                          |                          |                          |                          |                          |   |   |                              |                              |                              |                              |                              |                              |                            |                            |                            |                            |                            |                            |                                  |                                  |                                  |                                  |                                  |                                  |  |  |                                 |                                 |                                 |                                 |                                 |                                 |                            |                            |                            |                            |                            |                            |                                 |                                 |                                 |                                 |                                 |                                 |  |  |  |  |  |  |  |  |  |  |  |  |
|                           |                           |                           |                           |                           |                           |  |  |                         |                         |                                   |                                   |                                   |                                   |                                   |                                   |                          |                          |                          |                          |                          |                          |   |   |                              |                              |                              |                              |                              |                              |                            |                            |                            |                            |                            |                            |                                  |                                  |                                  |                                  |                                  |                                  |  |  |                                 |                                 |                                 |                                 |                                 |                                 |                            |                            |                            |                            |                            |                            |                                 |                                 |                                 |                                 |                                 |                                 |  |  |  |  |  |  |  |  |  |  |  |  |
|                           |                           |                           |                           |                           |                           |  |  |                         |                         | Hieronymus Francken I (1540-1610) | Hieronymus Francken I (1540-1610) | Hieronymus Francken I (1540-1610) | Hieronymus Francken I (1540-1610) | Hieronymus Francken I (1540-1610) | Hieronymus Francken I (1540-1610) |                          |                          |                          |                          |                          |                          |   |   | Frans Francken I (1542-1616) | Frans Francken I (1542-1616) | Frans Francken I (1542-1616) | Frans Francken I (1542-1616) | Frans Francken I (1542-1616) | Frans Francken I (1542-1616) |                            |                            |                            |                            |                            |                            | Ambrosius Francken I (1544-1618) | Ambrosius Francken I (1544-1618) | Ambrosius Francken I (1544-1618) | Ambrosius Francken I (1544-1618) | Ambrosius Francken I (1544-1618) | Ambrosius Francken I (1544-1618) |  |  | Hans (Jan) Francken (1581-1624) | Hans (Jan) Francken (1581-1624) | Hans (Jan) Francken (1581-1624) | Hans (Jan) Francken (1581-1624) | Hans (Jan) Francken (1581-1624) | Hans (Jan) Francken (1581-1624) |                            |                            |                            |                            |                            |                            | Elisabeth van Bussegem (?-1626) | Elisabeth van Bussegem (?-1626) | Elisabeth van Bussegem (?-1626) | Elisabeth van Bussegem (?-1626) | Elisabeth van Bussegem (?-1626) | Elisabeth van Bussegem (?-1626) |  |  |  |  |  |  |  |  |  |  |  |  |
|                           |                           |                           |                           |                           |                           |  |  |                         |                         | Hieronymus Francken I (1540-1610) | Hieronymus Francken I (1540-1610) | Hieronymus Francken I (1540-1610) | Hieronymus Francken I (1540-1610) | Hieronymus Francken I (1540-1610) | Hieronymus Francken I (1540-1610) |                          |                          |                          |                          |                          |                          |   |   | Frans Francken I (1542-1616) | Frans Francken I (1542-1616) | Frans Francken I (1542-1616) | Frans Francken I (1542-1616) | Frans Francken I (1542-1616) | Frans Francken I (1542-1616) |                            |                            |                            |                            |                            |                            | Ambrosius Francken I (1544-1618) | Ambrosius Francken I (1544-1618) | Ambrosius Francken I (1544-1618) | Ambrosius Francken I (1544-1618) | Ambrosius Francken I (1544-1618) | Ambrosius Francken I (1544-1618) |  |  | Hans (Jan) Francken (1581-1624) | Hans (Jan) Francken (1581-1624) | Hans (Jan) Francken (1581-1624) | Hans (Jan) Francken (1581-1624) | Hans (Jan) Francken (1581-1624) | Hans (Jan) Francken (1581-1624) |                            |                            |                            |                            |                            |                            | Elisabeth van Bussegem (?-1626) | Elisabeth van Bussegem (?-1626) | Elisabeth van Bussegem (?-1626) | Elisabeth van Bussegem (?-1626) | Elisabeth van Bussegem (?-1626) | Elisabeth van Bussegem (?-1626) |  |  |  |  |  |  |  |  |  |  |  |  |
|                           |                           |                           |                           |                           |                           |  |  |                         |                         |                                   |                                   |                                   |                                   |                                   |                                   |                          |                          |                          |                          |                          |                          |   |   |                              |                              |                              |                              |                              |                              |                            |                            |                            |                            |                            |                            |                                  |                                  |                                  |                                  |                                  |                                  |  |  |                                 |                                 |                                 |                                 |                                 |                                 |                            |                            |                            |                            |                            |                            |                                 |                                 |                                 |                                 |                                 |                                 |  |  |  |  |  |  |  |  |  |  |  |  |
|                           |                           |                           |                           |                           |                           |  |  |                         |                         |                                   |                                   |                                   |                                   |                                   |                                   |                          |                          |                          |                          |                          |                          |   |   |                              |                              |                              |                              |                              |                              |                            |                            |                            |                            |                            |                            |                                  |                                  |                                  |                                  |                                  |                                  |  |  |                                 |                                 |                                 |                                 |                                 |                                 |                            |                            |                            |                            |                            |                            |                                 |                                 |                                 |                                 |                                 |                                 |  |  |  |  |  |  |  |  |  |  |  |  |
| Hieronymus Francken (?-?) | Hieronymus Francken (?-?) | Hieronymus Francken (?-?) | Hieronymus Francken (?-?) | Hieronymus Francken (?-?) | Hieronymus Francken (?-?) |  |  | Isabella Francken (?-?) | Isabella Francken (?-?) | Isabella Francken (?-?)           | Isabella Francken (?-?)           | Isabella Francken (?-?)           | Isabella Francken (?-?)           |                                   |                                   | Catharina Francken (?-?) | Catharina Francken (?-?) | Catharina Francken (?-?) | Catharina Francken (?-?) | Catharina Francken (?-?) | Catharina Francken (?-?) |   |   | Maria Francken (?-?)         | Maria Francken (?-?)         | Maria Francken (?-?)         | Maria Francken (?-?)         | Maria Francken (?-?)         | Maria Francken (?-?)         |                            |                            |                            |                            |                            |                            |                                  |                                  |                                  |                                  |                                  |                                  |  |  |                                 |                                 |                                 |                                 |                                 |                                 | Cornelis Francken (1621-?) | Cornelis Francken (1621-?) | Cornelis Francken (1621-?) | Cornelis Francken (1621-?) | Cornelis Francken (1621-?) | Cornelis Francken (1621-?) |                                 |                                 |                                 |                                 |                                 |                                 |  |  |  |  |  |  |  |  |  |  |  |  |

Non è nota la relazione di parentela tra Nicolaas Francken e Cornelis Francken (nato nel 1545).

### Frans Francken I
|                                  |                                  |                                  |                                  |                                  |                                  |  |  |                                    |                                    |                                    |                                    |                                    |                                    |  |  |                               |                               | Frans Francken I (1542-1616)  | Frans Francken I (1542-1616)  | Frans Francken I (1542-1616)  | Frans Francken I (1542-1616)  | Frans Francken I (1542-1616) | Frans Francken I (1542-1616) |                                        |                                        |                                        |                                        |                                        |                                        | Elisabeth Mertens (?-1639) | Elisabeth Mertens (?-1639) | Elisabeth Mertens (?-1639) | Elisabeth Mertens (?-1639) | Elisabeth Mertens (?-1639) | Elisabeth Mertens (?-1639) |                          |                          |                          |                          |  |  |  |  |                                   |                                   |                                   |                                   |                                   |                                   |  |  |                                  |                                  |                                  |                                  |                                  |                                  |  |  |  |  |  |  |  |  |  |  |  |  |  |  |
|                                  |                                  |                                  |                                  |                                  |                                  |  |  |                                    |                                    |                                    |                                    |                                    |                                    |  |  |                               |                               | Frans Francken I (1542-1616)  | Frans Francken I (1542-1616)  | Frans Francken I (1542-1616)  | Frans Francken I (1542-1616)  | Frans Francken I (1542-1616) | Frans Francken I (1542-1616) |                                        |                                        |                                        |                                        |                                        |                                        | Elisabeth Mertens (?-1639) | Elisabeth Mertens (?-1639) | Elisabeth Mertens (?-1639) | Elisabeth Mertens (?-1639) | Elisabeth Mertens (?-1639) | Elisabeth Mertens (?-1639) |                          |                          |                          |                          |  |  |  |  |                                   |                                   |                                   |                                   |                                   |                                   |  |  |                                  |                                  |                                  |                                  |                                  |                                  |  |  |  |  |  |  |  |  |  |  |  |  |  |  |
|                                  |                                  |                                  |                                  |                                  |                                  |  |  |                                    |                                    |                                    |                                    |                                    |                                    |  |  |                               |                               |                               |                               |                               |                               |                              |                              |                                        |                                        |                                        |                                        |                                        |                                        |                            |                            |                            |                            |                            |                            |                          |                          |                          |                          |  |  |  |  |                                   |                                   |                                   |                                   |                                   |                                   |  |  |                                  |                                  |                                  |                                  |                                  |                                  |  |  |  |  |  |  |  |  |  |  |  |  |  |  |
|                                  |                                  |                                  |                                  |                                  |                                  |  |  |                                    |                                    |                                    |                                    |                                    |                                    |  |  |                               |                               |                               |                               |                               |                               |                              |                              |                                        |                                        |                                        |                                        |                                        |                                        |                            |                            |                            |                            |                            |                            |                          |                          |                          |                          |  |  |  |  |                                   |                                   |                                   |                                   |                                   |                                   |  |  |                                  |                                  |                                  |                                  |                                  |                                  |  |  |  |  |  |  |  |  |  |  |  |  |  |  |
| Thomas Francken (1574-1639/1659) | Thomas Francken (1574-1639/1659) | Thomas Francken (1574-1639/1659) | Thomas Francken (1574-1639/1659) | Thomas Francken (1574-1639/1659) | Thomas Francken (1574-1639/1659) |  |  | Hieronymus Francken II (1578-1623) | Hieronymus Francken II (1578-1623) | Hieronymus Francken II (1578-1623) | Hieronymus Francken II (1578-1623) | Hieronymus Francken II (1578-1623) | Hieronymus Francken II (1578-1623) |  |  | Frans Francken II (1581-1616) | Frans Francken II (1581-1616) | Frans Francken II (1581-1616) | Frans Francken II (1581-1616) | Frans Francken II (1581-1616) | Frans Francken II (1581-1616) |                              |                              | Ambrosius Francken II (1581/1601-1632) | Ambrosius Francken II (1581/1601-1632) | Ambrosius Francken II (1581/1601-1632) | Ambrosius Francken II (1581/1601-1632) | Ambrosius Francken II (1581/1601-1632) | Ambrosius Francken II (1581/1601-1632) |                            |                            |                            |                            | Magdalena Francken (?-?)   | Magdalena Francken (?-?)   | Magdalena Francken (?-?) | Magdalena Francken (?-?) | Magdalena Francken (?-?) | Magdalena Francken (?-?) |  |  |  |  | Elisabeth/Isabella Francken (?-?) | Elisabeth/Isabella Francken (?-?) | Elisabeth/Isabella Francken (?-?) | Elisabeth/Isabella Francken (?-?) | Elisabeth/Isabella Francken (?-?) | Elisabeth/Isabella Francken (?-?) |  |  | Sebastian Francken ? (1573-1636) | Sebastian Francken ? (1573-1636) | Sebastian Francken ? (1573-1636) | Sebastian Francken ? (1573-1636) | Sebastian Francken ? (1573-1636) | Sebastian Francken ? (1573-1636) |  |  |  |  |  |  |  |  |  |  |  |  |  |  |

### Frans Francken II
|  |  |  |  |  |  |  |  |  |  |  |  |  |  |                                |                                |                                |                                | Frans Francken II (1581-1616)  | Frans Francken II (1581-1616)  | Frans Francken II (1581-1616) | Frans Francken II (1581-1616) | Frans Francken II (1581-1616) | Frans Francken II (1581-1616) |  |  |  |  |  |  | Elisabeth Placquet (?-?) | Elisabeth Placquet (?-?) | Elisabeth Placquet (?-?) | Elisabeth Placquet (?-?) | Elisabeth Placquet (?-?)                 | Elisabeth Placquet (?-?)                 |                                          |                                          |                                          |                                          |                                  |  |  |  |  |  |   |   |   |   |   |   |  |  |  |  |  |  |  |  |
|  |  |  |  |  |  |  |  |  |  |  |  |  |  |                                |                                |                                |                                | Frans Francken II (1581-1616)  | Frans Francken II (1581-1616)  | Frans Francken II (1581-1616) | Frans Francken II (1581-1616) | Frans Francken II (1581-1616) | Frans Francken II (1581-1616) |  |  |  |  |  |  | Elisabeth Placquet (?-?) | Elisabeth Placquet (?-?) | Elisabeth Placquet (?-?) | Elisabeth Placquet (?-?) | Elisabeth Placquet (?-?)                 | Elisabeth Placquet (?-?)                 |                                          |                                          |                                          |                                          |                                  |  |  |  |  |  |   |   |   |   |   |   |  |  |  |  |  |  |  |  |
|  |  |  |  |  |  |  |  |  |  |  |  |  |  |                                |                                |                                |                                |                                |                                |                               |                               |                               |                               |  |  |  |  |  |  |                          |                          |                          |                          |                                          |                                          |                                          |                                          |                                          |                                          |                                  |  |  |  |  |  |   |   |   |   |   |   |  |  |  |  |  |  |  |  |
|  |  |  |  |  |  |  |  |  |  |  |  |  |  |                                |                                |                                |                                |                                |                                |                               |                               |                               |                               |  |  |  |  |  |  |                          |                          |                          |                          |                                          |                                          |                                          |                                          |                                          |                                          |                                  |  |  |  |  |  |   |   |   |   |   |   |  |  |  |  |  |  |  |  |
|  |  |  |  |  |  |  |  |  |  |  |  |  |  | Frans Francken III (1607-1667) | Frans Francken III (1607-1667) | Frans Francken III (1607-1667) | Frans Francken III (1607-1667) | Frans Francken III (1607-1667) | Frans Francken III (1607-1667) |                               |                               |                               |                               |  |  |  |  |  |  |                          |                          |                          |                          | Hieronymus Francken III (1611-1661/1681) | Hieronymus Francken III (1611-1661/1681) | Hieronymus Francken III (1611-1661/1681) | Hieronymus Francken III (1611-1661/1681) | Hieronymus Francken III (1611-1661/1681) | Hieronymus Francken III (1611-1661/1681) |                                  |  |  |  |  |  | ? | ? | ? | ? | ? | ? |  |  |  |  |  |  |  |  |
|  |  |  |  |  |  |  |  |  |  |  |  |  |  | Frans Francken III (1607-1667) | Frans Francken III (1607-1667) | Frans Francken III (1607-1667) | Frans Francken III (1607-1667) | Frans Francken III (1607-1667) | Frans Francken III (1607-1667) |                               |                               |                               |                               |  |  |  |  |  |  |                          |                          |                          |                          | Hieronymus Francken III (1611-1661/1681) | Hieronymus Francken III (1611-1661/1681) | Hieronymus Francken III (1611-1661/1681) | Hieronymus Francken III (1611-1661/1681) | Hieronymus Francken III (1611-1661/1681) | Hieronymus Francken III (1611-1661/1681) |                                  |  |  |  |  |  | ? | ? | ? | ? | ? | ? |  |  |  |  |  |  |  |  |
|  |  |  |  |  |  |  |  |  |  |  |  |  |  |                                |                                |                                |                                |                                |                                |                               |                               |                               |                               |  |  |  |  |  |  |                          |                          |                          |                          |                                          |                                          |                                          |                                          |                                          |                                          |                                  |  |  |  |  |  |   |   |   |   |   |   |  |  |  |  |  |  |  |  |
|  |  |  |  |  |  |  |  |  |  |  |  |  |  |                                |                                |                                |                                |                                |                                |                               |                               |                               |                               |  |  |  |  |  |  |                          |                          |                          |                          |                                          |                                          |                                          |                                          |                                          |                                          | Constantijn Francken (1661-1717) |  |  |  |  |  |   |   |   |   |   |   |  |  |  |  |  |  |  |  |

## Galleria d'immagini

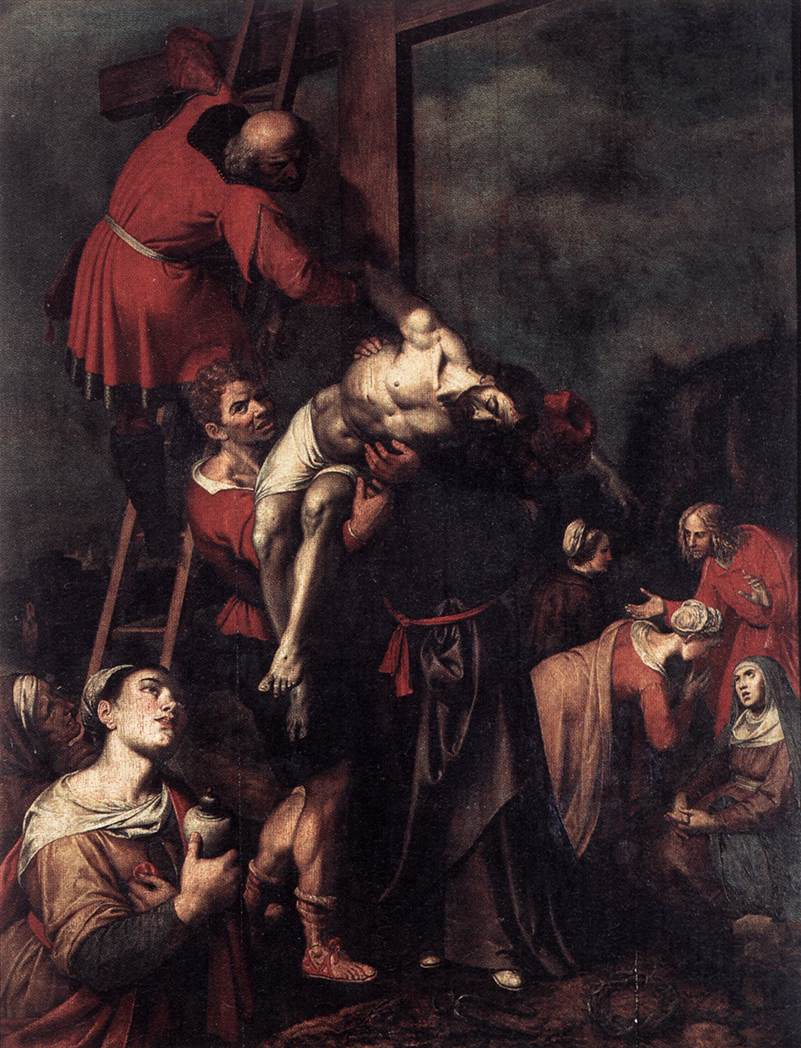
Deposizione dalla croce di Ambrosius Francken I (1580)
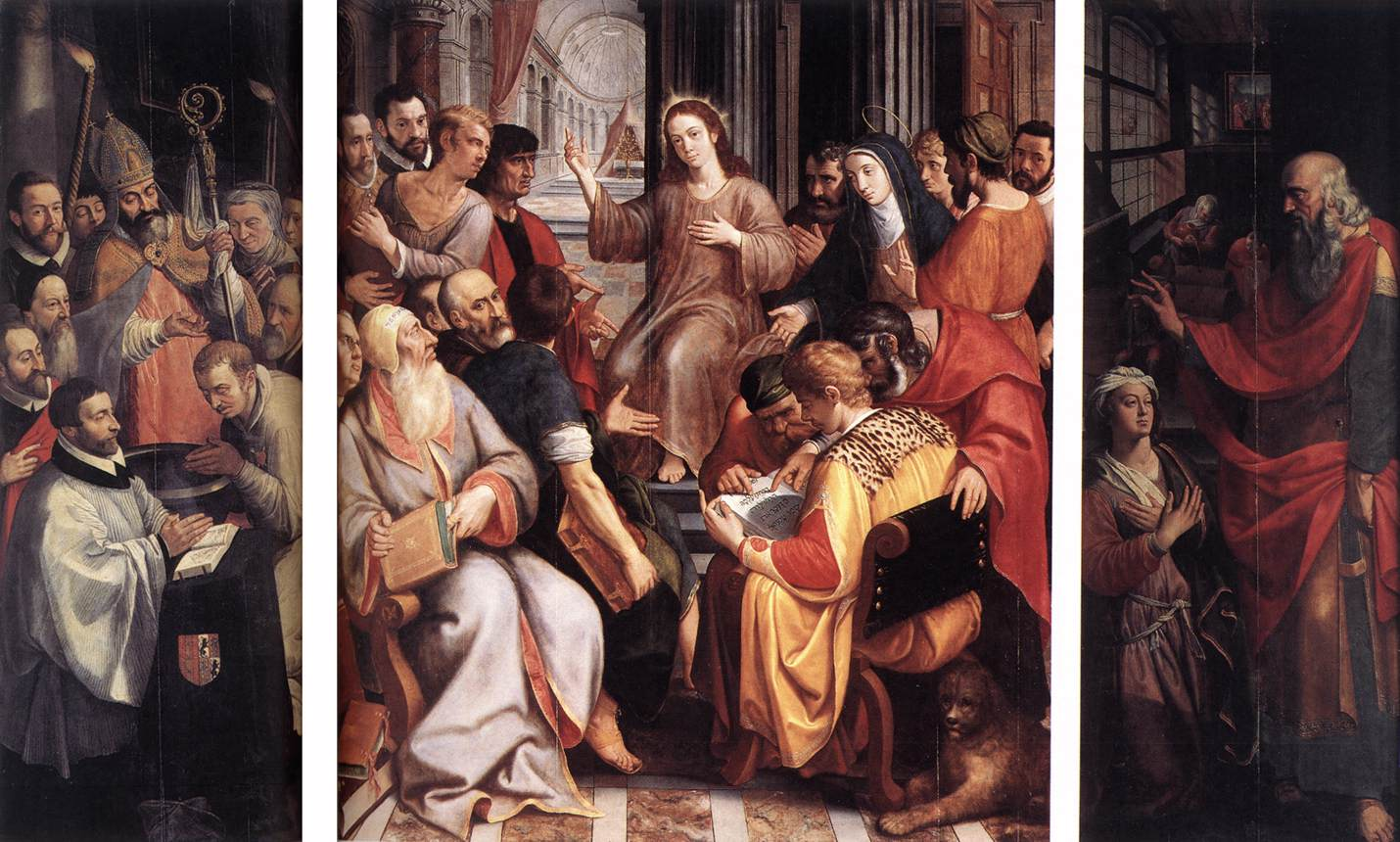
Gesù tra i dottori della legge di Frans Francken I (1587)
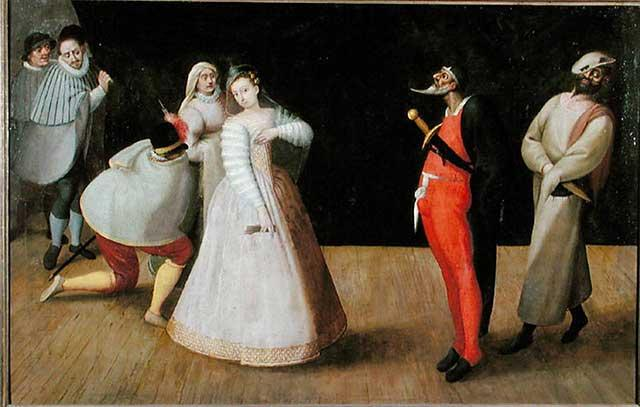
La Compagnia dei Comici Gelosi di Hieronymus Francken I (1590 c.)
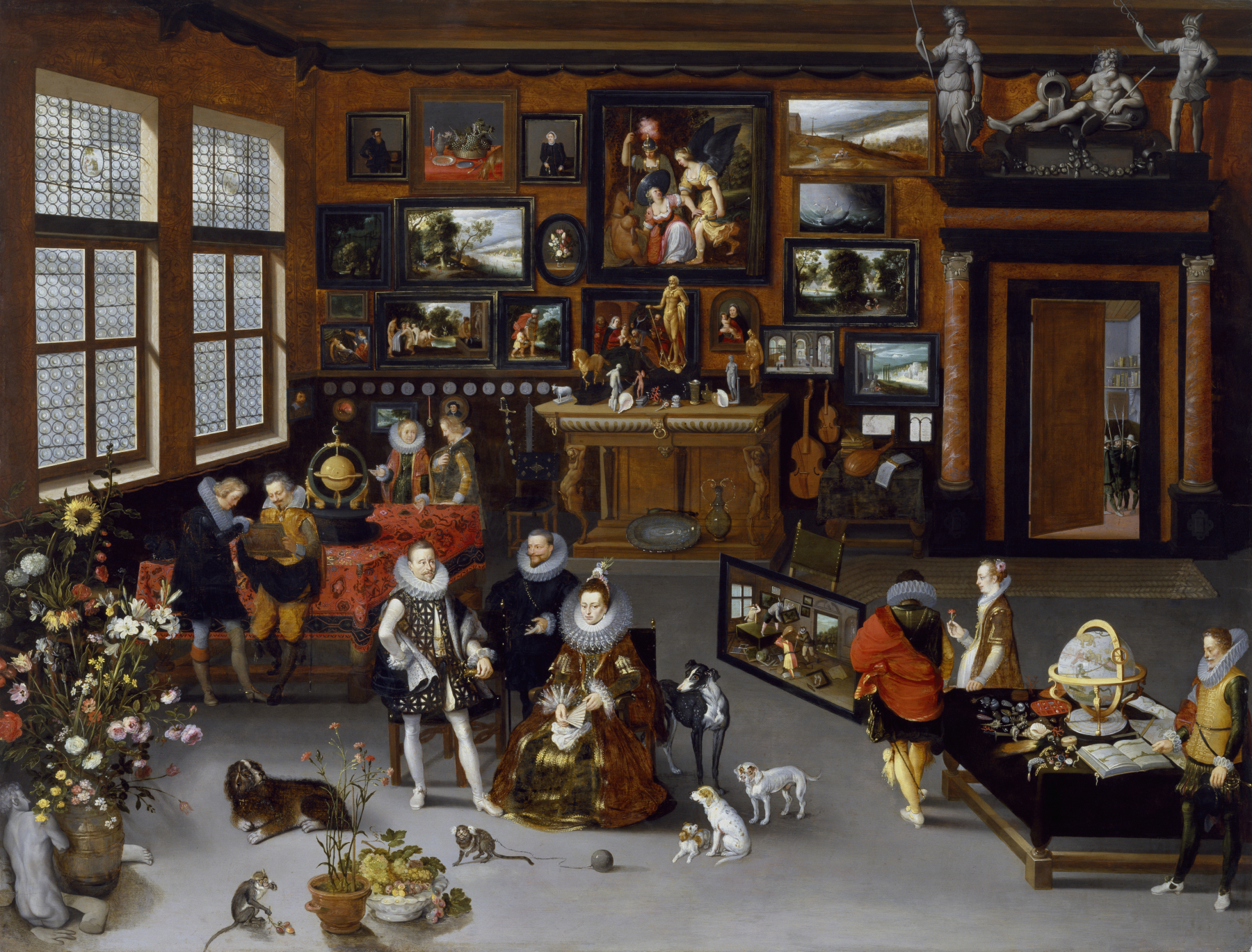
Gli arciduchi Alberto e Isabella visitano il gabinetto di un collezionista di Hieronymus Francken II (1605-1610)
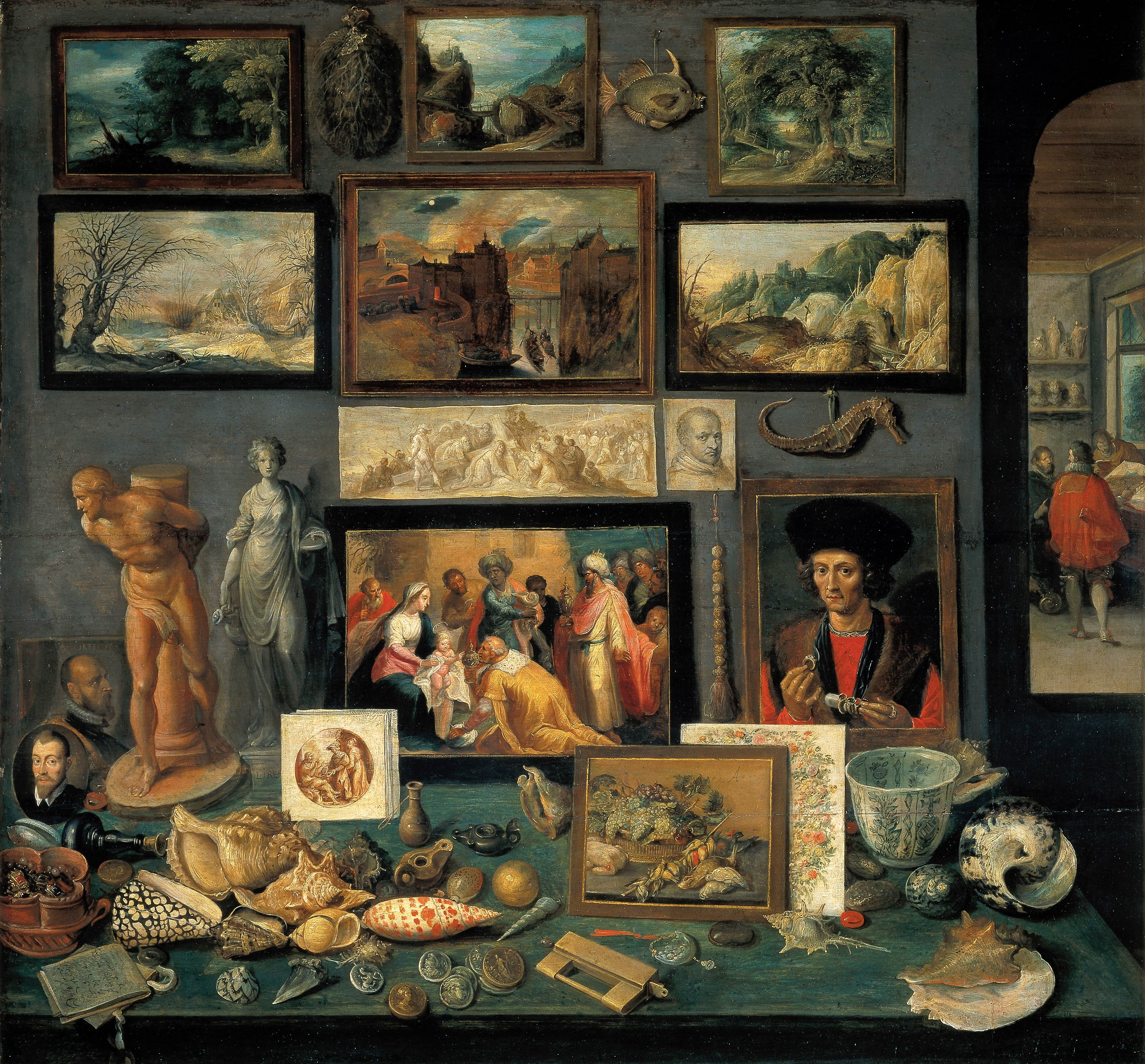
Galleria d'arte e curiosità di Frans Francken II (1636)
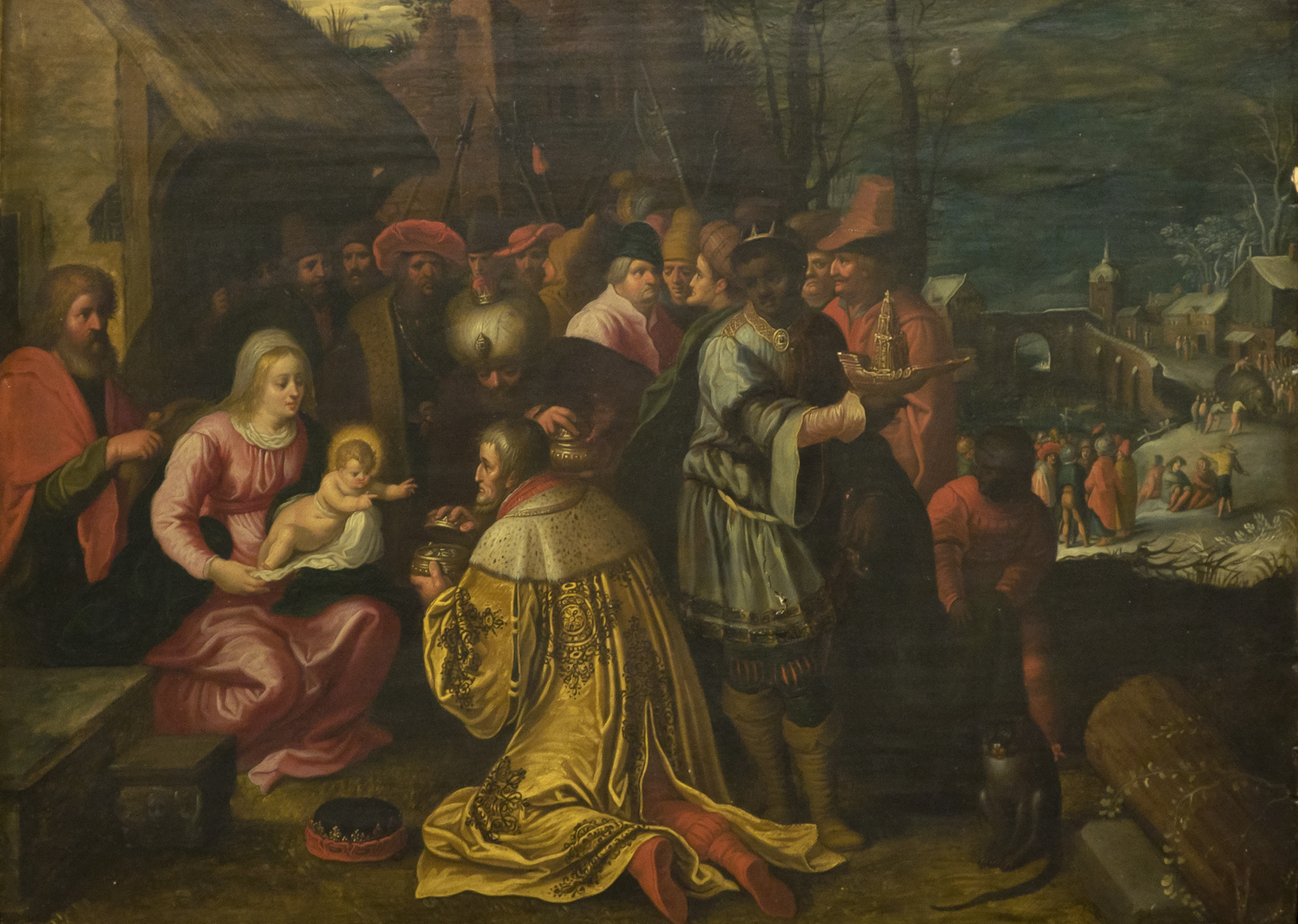
Adorazione dei Magi di Frans Francken III
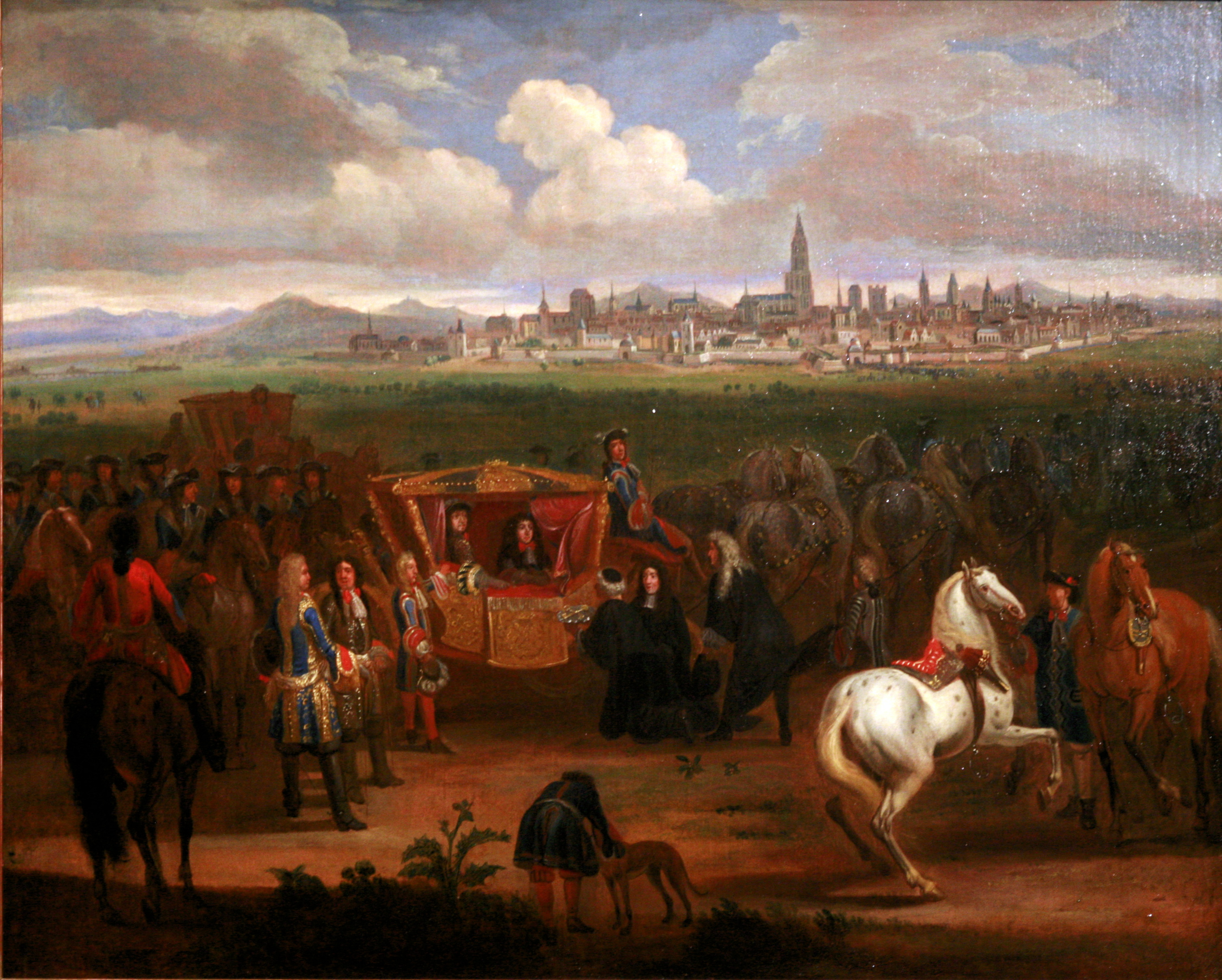
Luigi XIV riceve le chiavi di Strasburgo il 23 ottobre 1681 di Constantijn Francken